# Koreanska dialekter

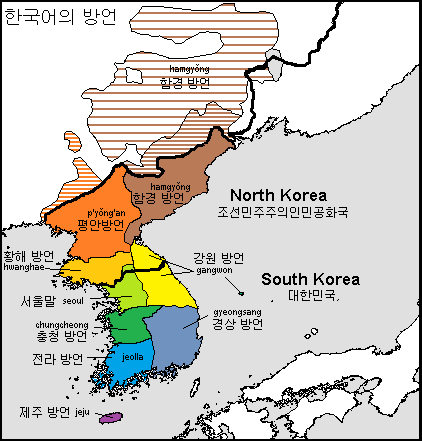
Karta över koreanskans dialekter.

Koreanska talas i ett antal olika dialekter på och omkring Koreahalvön. Halvön är mycket bergig, och det finns ett tydligt samband mellan var gränserna mellan Koreas regioner går och var de olika dialekterna talas. Namnen på de Åtta provinserna har gett namnet åt de flesta av dialekterna.

## Standarddialekter
- Seoul-dialekten är standarddialekten i Sydkorea, och talas i Seoul, Incheon och Gyeonggi i Sydkorea, samt kring Kaesong i Nordkorea.
- Pyongan-dialekten är standarddialekten i Nordkorea, och talas i Pyongyang, Pyongan-regionen och i provinsen Chagang.

## Regionala dialekter
- Chungcheong-dialekten talas i Chungcheong-regionen i Sydkorea, inklusive staden Daejeon.
- Gangwon-dialekten talas i provinsen Gangwon i Sydkorea och i den nordkoreanska grannprovinsen Kangwon.
- Gyeongsang-dialekten talas i Gyeongsang-regionen i Sydkorea, inklusive städerna Busan, Daegu och Ulsan.
- Hamgyong-dialekten talas i Norra Hamgyong-provinsen,  Södra Hamgyong-provinsen och Ryanggang-provinsen i Nordkorea.
- Hwanghae-dialekten talas i Hwanghae-regionen i Nordkorea.
- Jeolla-dialeken talas i Jeolla-regionen i Sydkorea, inklusive staden Gwangju.
- Jeju-dialekt-en talas på ön Jeju sydväst om det sydkoreanska fastlandet.